# 立会人
立会人（たちあいにん、りっかいにん）は、選挙、スポーツの試合、将棋や囲碁の対局などで不正がないか、記録が正規に行われたかなどを見届けることを仕事とする人のことである。基本的には立会人は選挙や試合の当事者とは異なる第三者が務める。

## 選挙に関する立会人
選挙に関する立会人としては、投票立会人、開票立会人および選挙立会人がいる。公職選挙法では、いずれも「りっかいにん」と呼称されることが多いが、マスメディアでは「たちあいにん」と呼称されることが多い。
投票立会人
公職選挙法第38条で規定されている。
各投票所の投票で不正がないかどうかを監視する仕事である。各市町村の選挙管理委員会ごとに投票立会人を選任する。投票所ごとに投票立会人が2人以上5人以下を必要とし、2人に達しない場合はその場で補充をしなければならない。
2024年（令和6年）2月、鳥取県の平井伸治知事は立ち会いをオンライン化した「オンライン立会人」の導入を表明。同年4月の総務省からの留意点通知を踏まえ、同年7月19日には、任期満了に伴う鳥取県江府町長選挙（同月21日投開票）の期日前投票にて、全国初となる投票所での「オンライン立ち会い」が行われ、立会人2人のうち1人がカメラ機能を備えたモニターを通じて監視を行った。
開票立会人
公職選挙法第62条で規定されている。
各開票所の開票作業で不正がないかどうかを監視する仕事である。立候補者が選任することができるが、10人までと定められており、10人以上の場合はくじ引きで選ばれる。
選挙立会人
公職選挙法第76条で規定されている。
選挙会において各開票管理者からの開票結果に基づく得票総数の計算や当選人が被選挙権を有するかどうかの決定などに対し、意見を述べることができる。立候補者が選任することができるが、10人までと定められており、10人以上の場合はくじ引きで選ばれる。

## 将棋での立会人
将棋のタイトル戦では、1戦ごとに立会人を1人以上定める。棋戦の規定にもよるが、タイトル戦の場合は正立会人1人と副立会人1人以上の複数名置くのが原則である。複数名置く場合は、正立会人はベテランの高段棋士が務め、副立会人も中堅以上の棋士が務めることが多い。女流タイトル戦でも、高段の棋士が立会人を務める。通常、正立会人はタイトルを持たない現役の九段棋士が務めるが、引退棋士が務めることもある。地方対局の場合は、その地にゆかりのある者が務めることも多い。なお、対局者のうちの片方とだけ師弟もしくは同門の関係にある者は立会人（副立会人も含む）とはならない。ただし、両対局者が同門である場合には、同門の棋士が立会人や副立会人を務めることは禁じられていない。また、ABEMAトーナメントなど団体戦で同じチームメイト中であっても先述の条件に抵触しなければ、立会人や副立会人を務めることも禁じられていない。
棋戦における立会人の主な仕事は、対局の進行を仕切ることである。具体的には、対局中およびその前後に問題が生じた際の仲裁・裁定、検分、封じ手の管理である。観戦記者に対する指し手の解説や大盤解説会の解説役も立会人の仕事の一部になることが多く、主に副立会人が担当する。名人戦では2018年現在、朝日新聞社・毎日新聞社の共催となっていることから、朝日・毎日の両社が1人ずつ副立会人を立てることが慣習化している。
対局中は常時対局室に居合わせているわけではなく、対局の開始、2日制の場合の封じ手受け取りとその開封、そして終局と感想戦を見届ける程度で、ほとんどは別室に詰めて対局の状況を確認しつつ、他の棋士らとともに検討に加わっている場合が多い。前述したように、立会人は年長の棋士であり、丸二日に及ぶこともあるタイトル戦でずっと和室に座っているのは負担が大きい。また運営上の打ち合わせ等は対局室では不可能であり、さらに立会人が手を読んだ結果の表情・雰囲気の変化が指し手に影響する可能性もあるからである。
またタイトル戦以外の、東西の将棋会館で行われる対局にも2012年以降は立会人がつく（ただし持ち時間の短い対局だけ、対局数が少ないといった場合にはつかない）が、こちらは「対局立会」と呼ばれる。それぞれの会館でのある1日の対局すべての立会人を務める。検分と封じ手がないのを除けば、タイトル戦のそれと職務は基本的に同じであるが、タイトル戦との違いは、記録係を務める奨励会員の世話や当日の対局関連の動きを記した報告書の作成などがある。
以上、より具体的な職務は、田丸昇が自らのブログで綴っている。

## 囲碁での立会人
囲碁のタイトル戦での立会人は「立会」（たちあい）と呼ばれる。囲碁における立会の主な仕事は、概ね将棋の立会人と同様である。

## スポーツの立会人
スポーツにおいては「競技役員」と呼ばれる立会人に当たる役職が存在する。競技によっては会場運営にも関わったり、審判員やタイムキーパーを兼ねる場合もある。
また、競技ごとで名称が付けられており、サッカー・ラグビーにおいてはマッチコミッショナー、バスケットボールではテーブルオフィシャル、バレーボール・ノルディックスキー・アマチュアボクシングなどではジュリー、陸上競技・プロボクシングなどではインスペクター、自転車競技ではコミセールと呼ばれる。
プロレスでは主にタイトルマッチに立会人として参加する事がある。この場合、主催団体の代表者または団体のスポンサー企業の代表者が担当し、リング上にて当該試合がタイトルマッチである事を正式に宣言する文書「タイトルマッチ宣言書」の読み上げ、チャンピオンベルトの返還、試合終了後のベルトの授与が、主な業務となる。

## 決闘の立会人
近世以降のヨーロッパ式決闘では、決闘する2人がそれぞれ立会人を2人ずつ立てる。4人の立会人は和解に努めるが、和解できない場合は決闘の準備に入り決闘に使用する武器や細かいルールを決める。そして、4人の立会人の中から1人の決闘責任者（証人）を選ぶ。決闘責任者は決闘の準備が公正に行われる責任を負う。なお、日本では決闘罪ニ関スル件で決闘する者だけでなく、決闘の立会人や立会を応諾した者も処罰される（1月以上1年以下の有期懲役）。